# Едуард Бел Хаскел
 Тази статия е за американския мисионер.  За сина му, виден учен вижте Едуард Фрьолих Хаскел.  
Едуард Бел Хаскел (на английски: Edward Bell Haskell) е американски протестантски мисионер, действал на Балканите в края на XIX и началото на XX век.

## Биография
Роден е в 1865 година в Пловдив, Османската империя, в семейството на протестантския мисионер Хенри Чарлз Хаскел, работил в българските земи след Кримската война. Брат е на Мери Хаскел. Завършва Оберлинската семинария в Охайо, Съединените американски щати.
Занимава се с благотворителна дейност. След разгрома на Илинденско-Преображенското въстание дарява на пострадалото население пари, дрехи и други.
През 1904 година заедно с Джон Хенри Хаус открива в Солун земеделско-индустриален институт, в който обучението е на български език и чиито първи ученици са българчета сираци от въстанието. През Балканската война домът му в Солун е убежище за преследвани българи. В 1912 година става почетен доктор по богословие в Мариета колеж, Охайо.
След като Солун попада в Гърция, през 1914 година се преселва в Самоков, където е учител и директор на Американския колеж. През 1927 – 1928 година събира в Съединените щати 25 000 долара за създаване на училище за селски младежи, основава и управлява т. нар. Селски народен университет в Пордим. Там реализира концепцията на училището в Солун, но при много по-благоприятни условия. Училището в Пордим не е финансирано и администрирано от протестантската общност. В 1927 година е отличен от цар Борис III за 35 години служба на България.
Хаскел е директор на училището в Пордим до 1 април 1934 година. След това заминава за САЩ, където умира след няколко месеца в град Клеърмонт, щата Калифорния, на 9 януари 1935 година. Урната с праха му е погребана според желанието му в парка на училището в Пордим. Днес пордимското училище в негова чест се казва Професионална гимназия по селско стопанство „д-р Едуард Хаскел“.
Синовете на Едуард Хаскел са Дъглас Пътнам Хаскел (1899 – 1979), издател и архитектурен критик, както и ученият Едуард Фрьолих Хаскел (1906 – 1986).